# 福井県立美方高等学校
福井県立美方高等学校（ふくいけんりつ みかたこうとうがっこう、英: Fukui Prefectural Mikata High School）は、福井県三方上中郡若狭町気山にある公立の高等学校。通称は「美高（びこう）」。

## 設置学科
設立時の学科は普通科、家政科であったが、今日では普通科、生活情報科、食物科となっている。食物科を有する県立高校は唯一であり、県下においても福井市の啓新高等学校（名称は調理科）と本校のみである。
- 普通科
- 生活情報科
- 食物科

## 地理

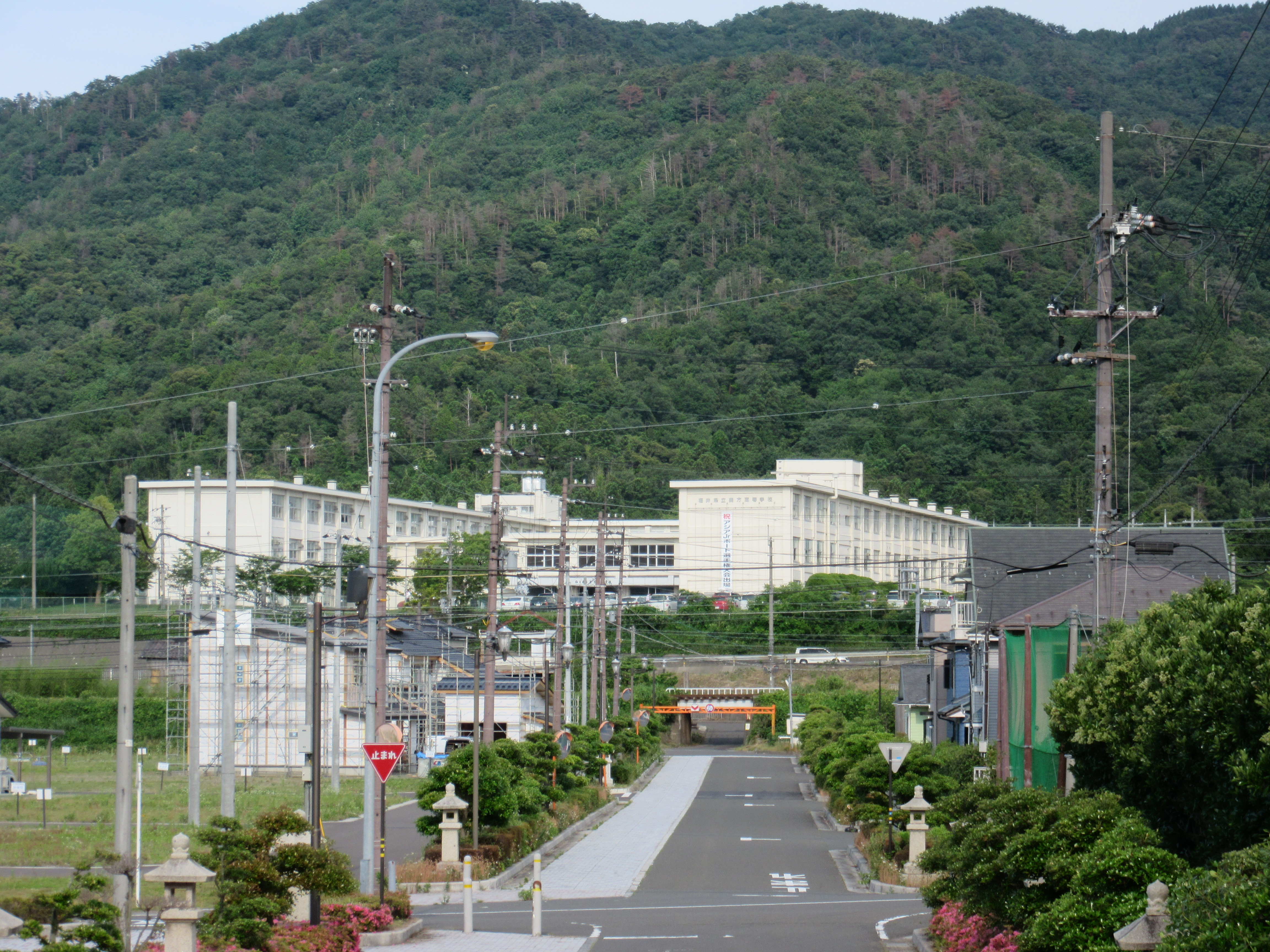
福井県立美方高等学校

校舎は、三方上中郡若狭町に置かれているが、三方郡美浜町との境に立地している。普通教室棟、特別教室棟、管理棟および第一体育館が若狭町に、第二体育館と校庭の大半が美浜町に属する。立地の関係上、美浜と三方を合成した「美方」の名が用いられている。地域の請願によって設立された経緯から、同校の後援会長は美浜町長と三方町長（後、若狭町長）が1年おきに務めることが慣例になっている。
美浜町立美浜中学校及び若狭町立三方中学校と中高連携教育を行っている。2015年度から若狭町立上中中学校との連携も始まった。

## 沿革
現在までの沿革は以下の通りである 。

### 美高前史
- 1948年（昭和23年） - 学制改革により、小浜中学、小浜高女、小浜水産を合併し、福井県立小浜高等学校となる。普通、家庭（旧小浜中学校舎）、水産（旧小浜水産校舎）の3課程を置く。
- 1949年（昭和24年） - 福井県立小浜高等学校、福井県立遠敷高等学校を合併し、福井県若狭高等学校となる。商業課程設置。普通、商業、家庭（旧小浜高校舎）、水産（旧小浜水産校舎）、農業（旧遠敷高校舎）の5課程および定時制、通信制を持つ総合高校となる。
- 1951年（昭和26年） - 旧小浜高女校舎は当時新制小浜市立小浜中学校であったが同校と校舎を交換する。すなわち同校は現在地に移転し、普通、商業、家庭の生徒収容。
- 1956年（昭和31年） - 家庭課程募集停止。普通課程に併合。
- 1957年（昭和32年） - 福井県立若狭高等学校に改称。
- 1958年（昭和33年） - 被服課程を設置。
- 1968年（昭和43年）11月1日 - 嶺南地区における大規模普通科高校解消の趣旨と三方郡民の熱意により、福井県立美方高等学校（普通科・家庭に関する学科）の設置を告示。

### 美高史
- 1969年（昭和44年） - 本校設立にともない、福井県立若狭高等学校家政・被服科の募集を停止。定時制美方校舎は若狭高校に併合される。
  - 3月31日 - 校舎第1期工事完了。
  - 4月8日 - 開校式挙行。
  - 7月15日 - 生徒心得制定。
  - 10月10日 - 校歌発表会・校旗入魂式挙行。
- 1970年（昭和45年）
  - 3月30日 - 校舎第2期工事完了。
  - 3月31日 - 校長公舎完成。
  - 7月31日 - 校舎第3期工事完了。
- 1971年（昭和46年）8月 - 野球部が第53回全国高等学校野球選手権大会に出場。
- 1972年（昭和47年）3月8日 - 同窓会発足。
- 1973年（昭和48年）
  - 2月27日 - 武道館完成開館式。
  - 6月20日 - 全校職員生徒による校庭の芝植完成。
- 1977年（昭和52年）
  - 3月25日 - 正門両側の土手に千本さつき植樹。
  - 4月1日 - 福井県教育委員会よりふるさとづくり教育実践校に指定され、ホーム花壇造成。
- 1981年（昭和56年）4月23日 - 購買室完成。
- 1983年（昭和58年）8月27日 - 寄宿舎「清明寮」完成し、落成式挙行。
- 1985年（昭和60年）9月30日 - 第2体育館完成。
- 1987年（昭和62年）10月15日 - 防球ネット完成。
- 1989年（平成元年）
  - 3月10日 - 自転車置場3棟建替。
  - 3月25日 - 正門入口乗入部完成、上水道引込工事完了。
  - 5月30日 - 正門新設。
  - 6月14日 - 時計台新設。
- 1990年（平成2年）3月31日 - フェンス完成。
- 1991年（平成3年）
  - 3月18日 - 前庭整備完成。
  - 4月12日 - 新艇庫完成式挙行。
  - 12月19日 - グラウンド整備・排水工事完了。
- 1992年（平成4年）
  - 3月26日 - 部室2棟新築。
  - 4月1日 - 家庭科を「家政科・被服科・食物科」から「生活情報科・食物科」の2科に再編。
  - 11月1日 - CAI用コンピュータを25台導入し、情報教育をスタート。
- 1993年（平成5年）
  - 2月1日 - LL教室完備。
  - 4月1日 - 購買拡張工事が完了し、雇員を置く。
  - 5月27日 - コンピュータシステム・パターンメーキング・グレーディング・マーキングシステム (CAD) 導入。
  - 8月25日 - 全校舎の窓枠アルミサッシ化完了。
  - 9月30日 - CAI用コンピュータ一式導入により40台完備。
  - 10月8日 - 武道館床貼工事完了。
- 1994年（平成6年）3月28日 - 消防設備改修工事完了。
- 1996年（平成8年）
  - 3月29日 - 第1期校舎リフレッシュ工事（北館特別教棟）完了。
  - 9月12日 - テニスコート舗装改修工事完了。
- 1997年（平成9年）3月31日 - 寄宿舎「清明寮」改修工事完了。
- 1998年（平成10年）
  - 2月27日 - ワープロネットワークシステム導入。
  - 3月20日 - 第1体育館リフレッシュ工事完了。
  - 9月22日 - 創立30周年を記念し、ミニレターのタイムカプセルを埋設。
- 1999年（平成11年）3月25日 - 管理棟リフレッシュ工事完了。
- 2001年（平成13年）
  - 3月16日 - 西館・商館西側リフレッシュ工事完了、全館校内放送設備更新完了。
  - 3月21日 - 教材提示装置・ワープロネットワークシステム導入。
  - 3月28日 - 創立30周年記念事業として、設備等が整えられたカルチャーエリア完成。
  - 9月28日 - 校舎下水道接続工事完了。
  - 12月15日 - 第1体育館屋根補修工事完了。
- 2002年（平成14年）
  - 2月28日 - 武道場前渡り廊下防風パネル設置工事完了。
  - 4月1日 - 完全学校週5日制の導入のもと、土曜学校開放学習会実施。
  - 8月6日 - グラウンド北側に掲揚塔3本新設。
- 2004年（平成16年）
  - 1月19日 - 文部科学省より中高一貫教育実践研究の委嘱を受ける。
  - 2月27日 - 南館普通教室リフレッシュ工事完了。
  - 11月9日 - 自転車置場リフレッシュ工事完了。
- 2005年（平成17年）
  - 2月16日 - 東館のリフレッシュ工事完了。
  - 3月31日 - 校内バリアフリー工事完了。
- 2007年（平成19年）
  - 2月28日 - バックネット新設工事完了。
  - 3月7日 - 武道場屋根塗装工事完了。
  - 8月24日 - CAD室に産業教育用実習コンピュータ増設。
  - 10月20日 - 野球部ナイター照明設備完了。
- 2008年（平成20年）
  - 3月24日 - コンピュータ室機器更新。
  - 4月1日 - 中高一貫教育開始。
  - 11月19日 - 普通教棟南館耐震工事終了。
- 2009年（平成21年）12月8日 - 普通教棟南館西側耐震工事終了。
- 2010年（平成22年）3月31日 - ボート部部室建替工事完了。
- 2011年（平成23年）
  - 2月28日 - 情報実習室機器更新。
  - 8月25日 - 教室手摺設置工事完了。
  - 11月30日 - グラウンド北側照明設備設置。
- 2012年（平成24年）
  - 2月29日 - 特別教棟（北棟、東棟）の耐震工事終了。
  - 3月30日 - テニスコート舗装工事終了。
- 2014年（平成26年）8月31日 - CAD室産業教育用実習コンピュータ更新。
- 2015年（平成27年）3月22日 - コンピュータ室機器更新。
- 2017年（平成29年）8月8日 - 英語演習室にICT設備設置。
- 2018年（平成30年）
  - 2月28日 - 情報実習室機器更新。
  - 9月14日 - 県費整備品設置（タブレット・プロジェクタ・スクリーン・Wi-Fi設備）。
  - 10月27日 - 40周年タイムカプセル開封式。
- 2019年（令和元年）10月25日 - 50周年タイムカプセル埋設式。
- 2020年（令和2年）10月1日 - スタディ50（自習室）工事完了。
- 2021年（令和3年）3月31日 - 2020年（令和2年）度県立高校タブレット端末整備事業でChromebook496台整備 。
- 2022年（令和4年）4月1日 - 制服リニューアル。

## 部活動
「文武両道」をモットーにしており、勉学に力を入れる傍ら部活動が盛んで、ボート部、駅伝部（陸上競技部・長距離走）が全国大会の常連である。その為、毎年10月中旬に県立久々子湖漕艇場で校内レガッタ大会を開催している。また、体育祭には種目の一つに「駅伝」があった。
すぐ北にある福井県立嶺南東特別支援学校と部活動レベル（主にJRC部）で交流が図られている。

### ボート部
美方高校は、三方五湖の湖畔に立地し、また、同競技の強豪である関西電力が立地していることを背景に、ボート競技が大変盛んで、全国大会の表彰台の常連校となっている。2013年 - 2015年（平成25年 - 27年）度には日本代表を輩出し、アジアJr大会や、世界Jr大会にも出場している。

### 駅伝部
福井県嶺南地方は、小浜市が合併設立した際、敦賀市長が小浜市長に祝いの書簡をおくったことをきっかけに嶺南駅伝が開催されてきたため、福井県でマラソン競技が大変盛んな土地柄であるが、村松良治元監督の就任ともに、福井県随一の駅伝強豪校に成長した。
同監督定年まで、同校のみが福井県の駅伝強化校に位置づけられていたため、県内の有望選手はほとんど同校に進学してきたこともあり、男子は2004年（平成16年）度まで、連続19年で全国高校駅伝に出場していた。これまで石川国体の1500mチャンピオンや、世界陸上選手権代表の大南博美・敬美双子姉妹を輩出している。
現在は同高OBの堀真浩監督に率いられている。

### 部活動種目
- 運動部 - 野球、剣道、サッカー、ソフトボール、ボート、陸上（長距離・駅伝）、陸上（短距離）、バレーボール、テニス、卓球
- 文化部 - 吹奏楽、新聞、調理、写真、美術、茶道、かるた、合唱

## 校歌
作詞・作曲：美方高等学校職員生徒

## アクセス
- JR小浜線 気山駅 徒歩5分

## 周辺
- レイクヒルズ美方病院
- 福井県立嶺南東特別支援学校

## 著名な卒業生
- 鳥居建男（工学者、福島大学環境放射能研究所特任教授、福井大学附属国際原子力工学研究所特命教授）
- 戸嶋秀樹（政治家、第6代三方郡美浜町長）
- 吉田丈人（理学者、生物学者、東京大学大学院総合文化研究科准教授）
- 西出仁明（陸上競技選手、東海大学体育学部准教授）
- 大南博美（陸上競技選手、ユティック所属）
- 大南敬美（陸上競技選手、ユティック所属）
- 大西雄三（陸上競技選手）
- 渡辺英朗（政治家、第3代三方上中郡若狭町長）
- 角森脩平（美容整体師、「シンクロ矯正®カドモリ」経営者）
- 大同秀憲（ボート選手、関西電力所属）
- 飯めしあがれこにお（お笑いタレント）
- 早川翼（陸上競技選手、トヨタ自動車所属）
- 平林清澄（陸上競技選手）

## 著名な教職員
- 長谷光城（芸術家）本校校長を歴任